# Władysław Kubik
Władysław Antoni Kubik (ur. 27 czerwca 1931 w Wilkowicach) – jezuita, emerytowany profesor i rektor Akademii Ignatianum w Krakowie, założyciel Instytutu Kultury Religijnej.

## Życiorys
Do zakonu jezuitów wstąpił 30 lipca 1948 w Starej Wsi. Po studiach filozoficznych na Wydziale Filozoficznym Towarzystwa Jezusowego (1952-1955) i teologicznych na Wydziale Teologicznym "Bobolanum" w Warszawie (1955−1959) – w czasie których wyświęcono go na kapłana 31 lipca 1958 – studiował pedagogikę (1958-1964) na Uniwersytecie Jagiellońskim. Tutaj w 1971 obronił doktorat: Umiejętność koncentracji uwagi u uczniów klas VI, VII i VIII oraz jej konsekwencje dydaktyczne. W 1987 uzyskał habilitację (Rozwój myśli dydaktycznej w polskiej literaturze katechetycznej w latach 1895-1970).
Od 1962 działał w Centrum Katechetycznym Jana Charytańskiego, mającym przygotować nowe katechizmy i pomoce dla katechetów. W 1971 rozpoczął pracę na Uniwersytecie Kardynała Stefana Wyszyńskiego w Warszawie, gdzie w 1987 został docentem, a w 1992 profesorem. Od 1985 wykładał w Międzyzakonnym Wyższym Instytucie Katechetycznym w Krakowie. W 1989 założył i kierował Instytutem Kultury Religijnej (IKR) oraz Sekcją Pedagogiki Religijnej na Wydziale Filozoficznym Towarzystwa Jezusowego w Krakowie. Został pierwszym rektorem Ignatianum.
Był także konsultorem Kongregacji ds. Duchowieństwa, członkiem różnych stowarzyszeń katechetów w Polsce i poza granicami. Był także delegatem na 34 Kongregację Generalną Jezuitów w Rzymie (1995). Od 2007 jest wicepostulatorem procesu beatyfikacyjnego Rozalii Celakówny.
W 1995 otrzymał tytuł naukowy profesora.

## Publikacje
- 8 tomów podręcznika dla uczniów (Bóg z nami, cz. 1-4; Katechizm religii katolickiej, cz. 1-4)
- 8 tomów równoległego podręcznika dla katechetów
- Współred. podręcznika metodycznego: Jezus Chrystus z nami
- Inicjator serii wyd. Biblioteka Katechety
- Red. Biuletynu Katechetycznego (od 1977 r.) w: Collectanea Theologica